# Стобійська єпархія
Стобійська єпархія (лат.: Dioecesis Stobensis) - закрита кафедра Константинопольського патріархату та титульною кафедрою католицької церкви.

## Історія

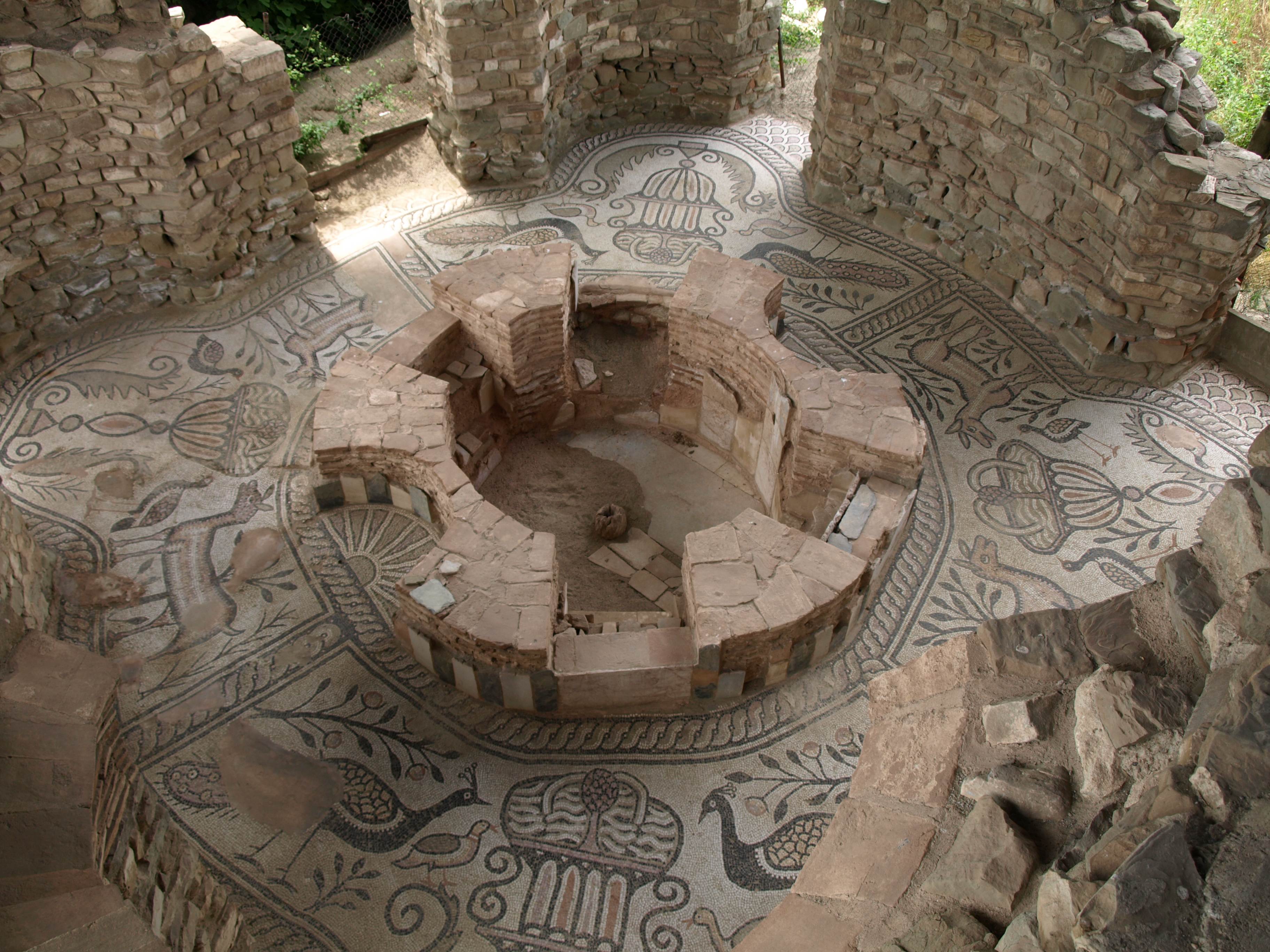
Залишки баптистерію Стобівського собору.

Стобі, що відповідає місту Градсько в сучасній Північній Македонії, є стародавнім єпископством римської провінції Македонія Прима в однойменній цивільній єпархії, суфраганом Солунського архієпископства. Єпархія не згадується в жодній стародавній Notitia Episcopatuum.
Мішель Ле Кьєн приписує цій стародавній єпархії чотирьох єпископів: Будіо або Буніо, який був одним з батьків першого Нікейського собору в 325 році; Миколая, який брав участь у Халкедонському соборі 451 року; Іоана, який був присутній на третьому Константинопольському соборі 680 року; і Маргаритія, який був присутній на так званому Трулльському соборі 692 року. Археологічні відкриття повернули імена єпископів Євстазіо і Філіппо, які жили між IV і V століттями. Олександр Іванович також відносить єпископа Фоку до єпархії Стобі в 553 році.
З 1925 р. Стобі зараховують до титулярного єпископського престолу Католицької Церкви; місце було вакантним з 30 червня 1969 року.

## Хронотаксис грецьких єпископів
- Будіо (Budius або Bunius або Badius) † (згадується в 325 р.)
- Євстатій † ( 4 ст .) [1] [2]
- Філіп † (перша половина V ст .) [3]
- Миколай † (згадується в 451 р.)
- Фока † (згадується в 553 р.) [4]
- Іоан † (згадується 680 р.)
- Маргаритій † (згадується в 692 р.)

## Хронотаксис титулярних єпископів
- Маноель Раймундо де Мелло † (30 липня 1923 — 11 березня 1943 помер)
- Роман Річард Аткельський † (2 серпня 1947 - 30 червня 1969 помер)

## Зовнішні посилання
- (англ.) La sede titolare nel sito di www.catholic-hierarchy.org
- (англ.) La sede titolare nel sito di www.gcatholic.org